# Dąbrowice
Dąbrowice [dɔmbrɔˈvʲit͡sɛ] (deutsch Dabrowice) ist eine Stadt im Powiat Kutnowski der Woiwodschaft Łódź in Polen. Sie ist Sitz der gleichnamigen Stadt-und-Land-Gemeinde mit 4336 Einwohnern (Stand 31. Dezember 2020).

## Geschichte
Während der deutschen Besatzungszeit gehörte der Ort zum Landkreis Kutno, Reichsgau Wartheland. Von 1943 bis 1945 erhielt er den Namen Dommstätt. Zum 1. Januar 2023 erhielt Dąbrowice seine 1870 entzogenen Stadtrechte zurück.

## Gemeinde
Zur Stadt-und-Land-Gemeinde (gmina miejsko-wiejska) Dąbrowice gehören das Dorf selbst und zehn weitere Dörfer mit Schulzenämtern (sołectwa).